# Panská skála

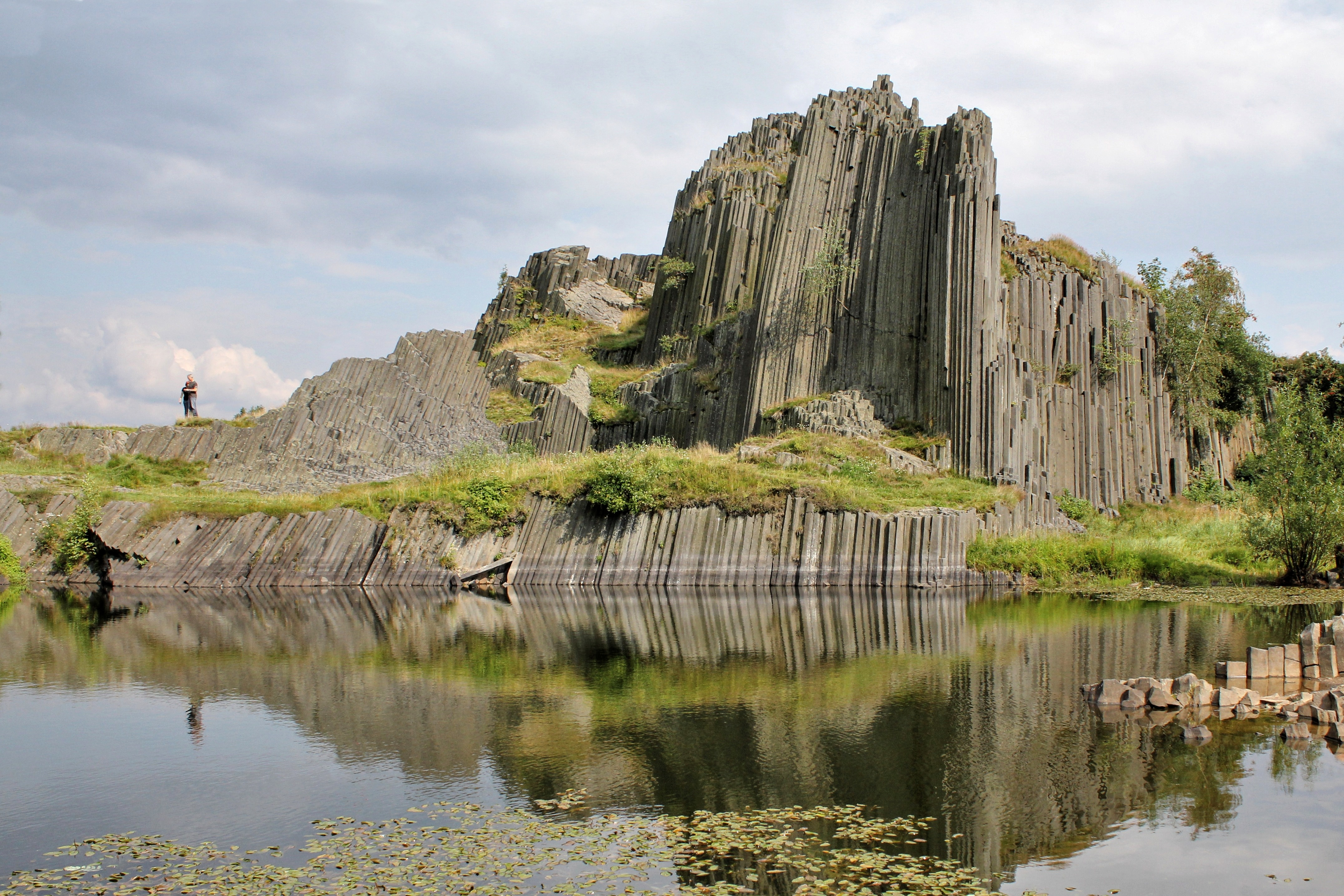
Panská skála mit dem vom Steinabbau hinterlassenen See im Vordergrund

Panská skála (deutsch: Herrnhausfelsen oder Herrenhausfelsen, auch varhany – Orgeln) ist ein Naturdenkmal im Ortsteil Prácheň (Parchen) von Kamenický Šenov (Steinschönau) in Tschechien. Die Spitze der heute etwa 30 Meter hohen Basalterhebung liegt auf 597 Metern über NN und besteht aus senkrecht und leicht schräg, jedoch sehr regelmäßig angeordneten Säulen von bis zu 12 Metern Länge, mit einem Durchmesser von 20 bis 40 Zentimetern. Der Säulenbasalt ist im Tertiär durch vulkanische Vorgänge entstanden. Am Fuße der Panská Skála befindet sich ein kleiner See, der durch Regenwasser gespeist wird.

## Geschichte des Naturdenkmals
Der Begleittext zu einer josephinischen Karte von 1780 bezeichnet den Hügel als Herrn-Haus, worauf drei Creutze stehen […] spitzig, und von Natur aus eckigten und harten Steinen zusammengesetzt. Bis ins zwanzigste Jahrhundert hinein wurde die Panská Skála als Steinbruch für den Mauer- und Straßenbau genutzt; in einer Topographie von 1787 wird sie wie folgt erwähnt:
Merkwürdig ist bei Steinschönau der Herrnhausberg, der ungefähr 600 Schritte im Umfang und 30 Klafter in der Höhe hält und aus lauter schwarzen Basaltsäulen zusammengesetzt ist. Diese Steine sind bis 20 und mehr Ellen lang 1 bis 1 1/4 breit haben 4 bis 8 glatte, und gleichsam wie gehobelte Seiten stehen dicht beieinander, ragen wie Orgelpfeifen aus der Erde hervor, lassen sich ohne Mühe brechen und werden mit gutem Erfolg zu allerhand Mauerwerken und Gewölben verwendet.

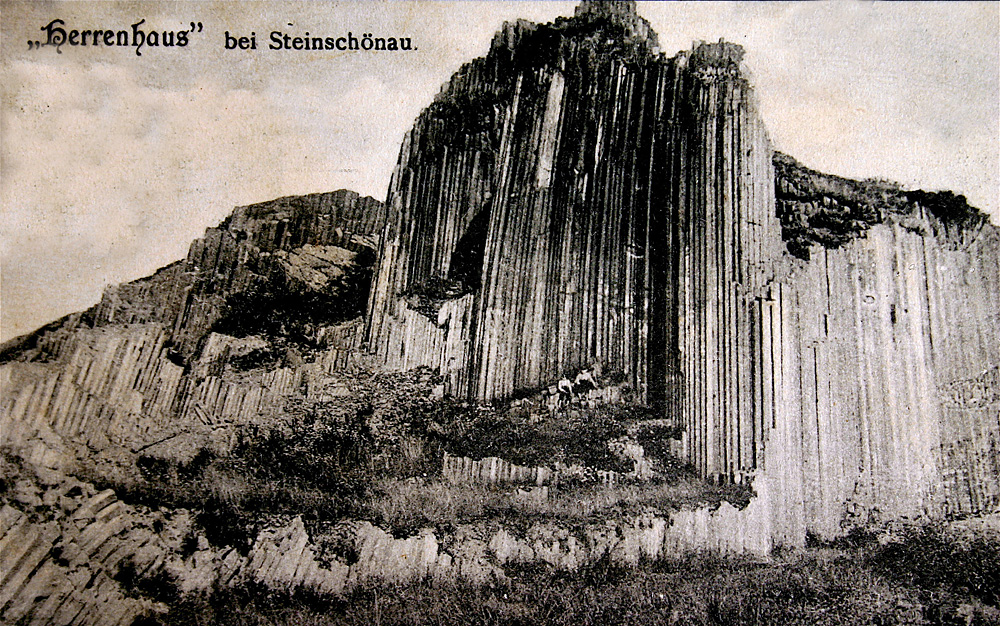
Herrenhausfelsen, Postkarte ca. 1920er Jahre

Zum Ende des 19. Jahrhunderts (1878) erreichten Bestrebungen des Nordböhmischen Excursions-Clubs, der ältesten Touristenvereinigung in Österreich-Ungarn, dass man den Gesteinsabbau – der Steinbruch war in privater Hand – auf die Seitenwände und unterirdischen Säulen beschränkte und den Gipfel verschonte, dennoch verlor der Felsen weiterhin an Masse. Ein versuchter Ankauf des Herrnhausfelsens im Jahr 1900 durch öffentliche Hand scheiterte aufgrund der Geldforderungen von rund 160.000 Kronen, deshalb bildete sich eine lokale Initiative aus mehreren Organisationen und Körperschaften, die zumindest den exponiertesten Bereich der Basaltkuppe auf sechs Jahre pachten und damit vor dem Abbau schützen konnte. Der Pachtzins betrug 800 Kronen im Jahr. Umfangreiche Geldsammelaktionen sollten den späteren Kauf der Kuppe ermöglichen.
1914 wurde der Herrnhausfelsen vom Bezirk Böhmisch-Kamnitz aufgekauft, unter Naturschutz gestellt und damit der Gesteinsabbau an der Formation selbst verboten. Nach dem Zweiten Weltkrieg erneuerte die tschechoslowakische Regierung 1948 das Verbot und erklärte die Panská Skála 1953 zu geschütztem staatlichem Natureigentum.

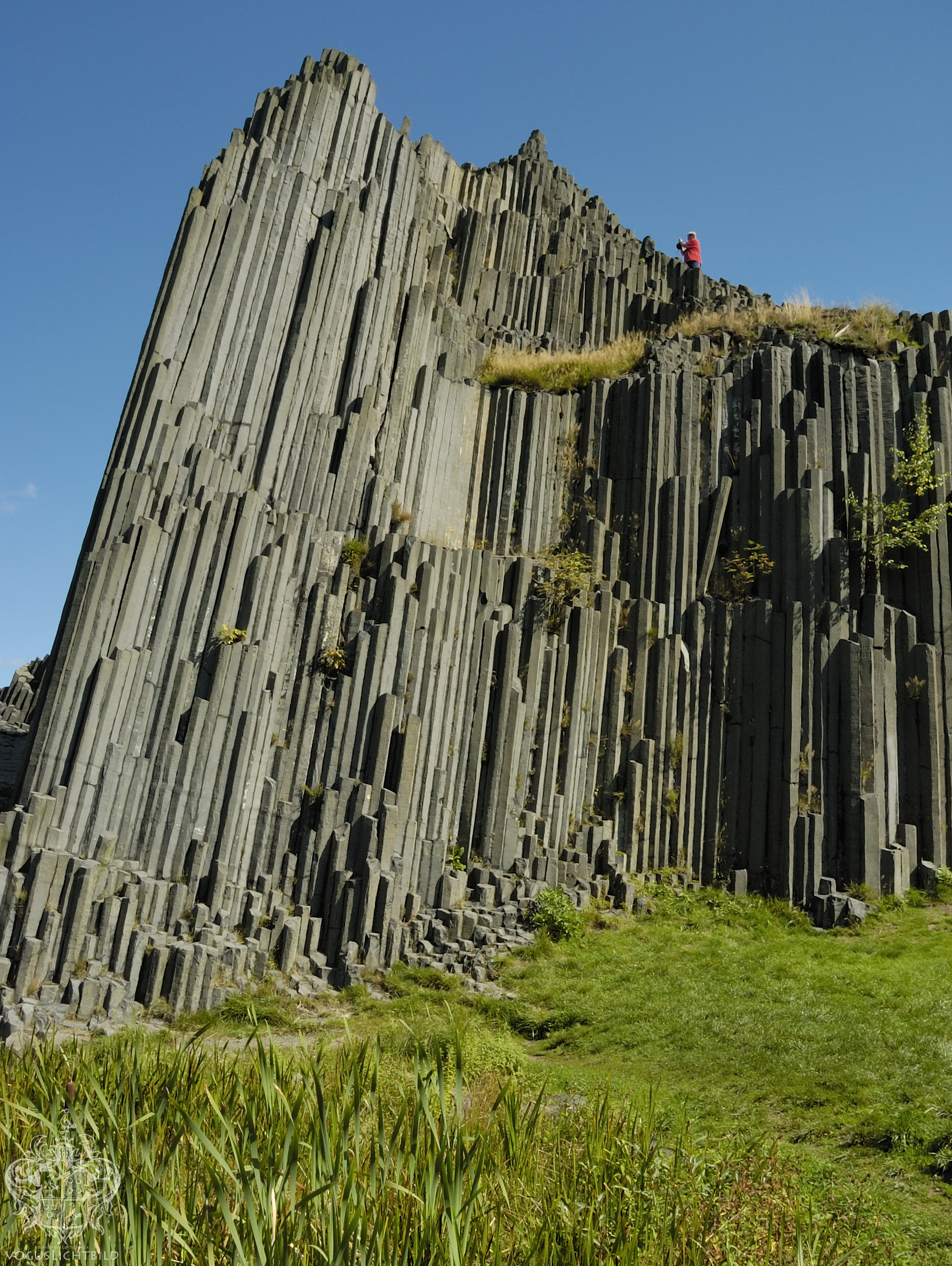
Der 30 m hohe Herrenhausfelsen

## Namensgebung und Legenden
Wegen der drei Kreuze auf dem Gipfel wurde der Herrnhausfelsen auch Kreuzberg genannt. Da der Hügel lange Zeit von Gras und Erde bedeckt war und nur wenige Säulen wie „Hörner“ herausragten, entstand der Name Gehörn, später Gehörnhaus, aus dem schließlich Herrnhaus wurde. Der tschechische Name Pánska Skála bedeutet Herrenfelsen. Eine alte Sage wiederum berichtet von einem Schlösschen, das auf dem Hügel gestanden habe und von einem harten, bösen Herrn und seiner mildtätigen Frau bewohnt wurde. Nach einigen Mordtaten habe der Schlossherr seine Seele an den Teufel verkauft, und schließlich auch seine Frau umgebracht. Das Schloss sei daraufhin in einer stürmischen Nacht in Flammen aufgegangen und von der Erde verschlungen worden – der aufgerissene Abgrund offenbarte am nächsten Tag die schwarzen Säulen.